# Rotlle de tofu

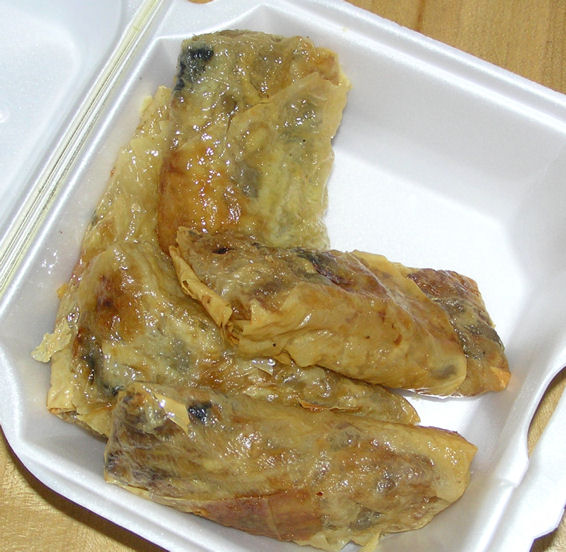
Versió fregida d'un rotlle de tofu.

El rotlle de tofu (en xinès tradicional 腐皮捲, en simplificat 腐皮卷) és una mena de dim sum. És típic de l'àrea de Hong Kong i d'altres països propers. Sol ser servit en dues o tres unitats en un plat petit. Hi ha diversos estils, com de porc, peix, vedella o verdures. La versió fregida es coneix com el fu pei gyun (腐皮捲). El primer caràcter (fu) prové de tofu, tot i que una versió més exacta és que la pell es fa a partir de mató de mongeta. Alguns restaurants cantonesos serveixen la versió fregida cruixent de nit, sovint amb maionesa. Un altre nom és el tofu gyun (豆腐捲). Alguns ingredients són brots de bambú, pastanagues petites, tofu, cebes, oli de sèsam o brots de mongetes.

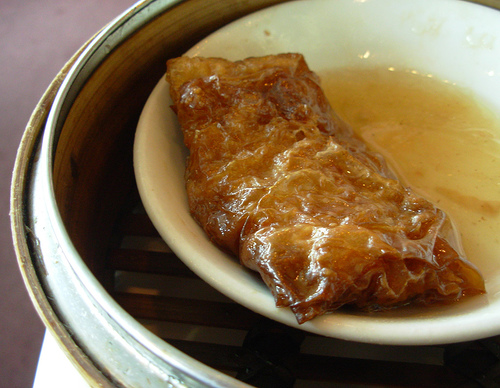
Rotlle de tofu al vapor.

La versió de bambú al vapor es coneix com a sin jyut gyun (鮮竹捲). Es cobreix en pell de tofu assecada. Durant el procés de cocció, la pell de tofu s'hidrata, i fa que el rotlle quedi tou. Aquesta versió és la que més se serveix com dim sum durant les sessions yum cha. Els rotlles de tofu al vapor contenen sovint brots de bambú.